# Galdralag
Galdralag (del nórdico antiguo: métrica de los hechizos) fue una forma métrica de composición en la poesía escáldica usado principalmente en formas de conjuros y hechizos. Es una variante de ljóðaháttr, pero añade una cuarta línea larga seguida de dos (o más) cortas en la primera o segunda mitad de la estrofa, raramente en las dos.
No era de las composiciones más habituales, pero aparece en Hávamál y en la piedra de Eggja, en Noruega, fechada a finales del siglo VII.